# Paralimni
Paralimni (Παραλίμνι in greco) è un comune di Cipro nel distretto di Famagosta di 14.963 abitanti (dati 2011).
Parte del suo territorio fa parte della  linea verde A seguito dell'invasione turca del 1974 è cresciuta molto, accogliendo i rifugiati dal nord dell'isola. Attualmente è il centro amministrativo nonché la città più grande del distretto non occupata.
A Paralimni si trova la cattedrale di San Giorgio, sede della metropolia di Costanza e Famagosta della Chiesa ortodossa di Cipro.

## Sport

### Calcio
La squadra principale della città è l'Enosis Neon Paralimniou. 
- Eleftherios Mertakas è nato qui.

## Galleria d'immagini

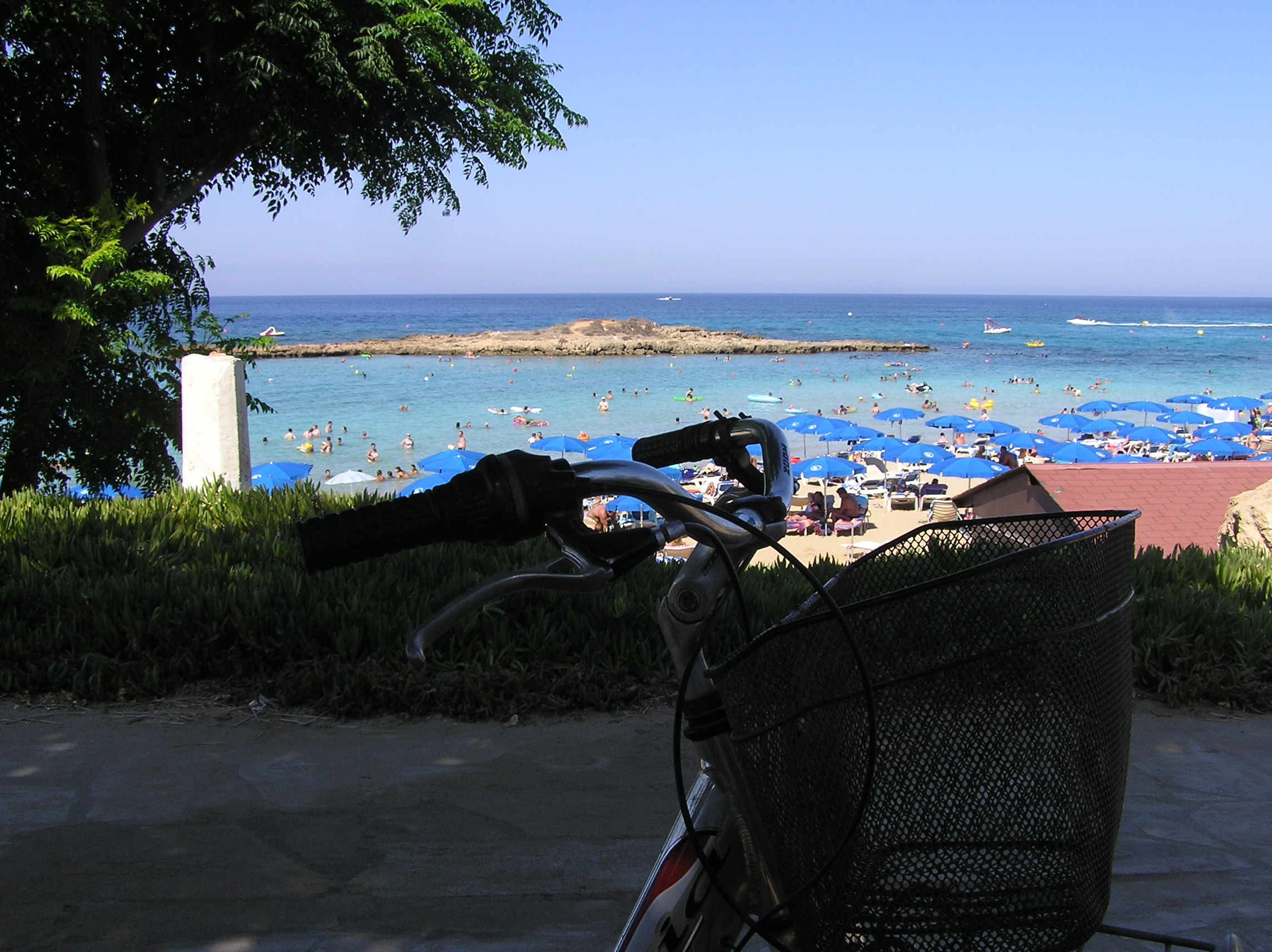